# Unrated: The Movie
Unrated: The Movie ist ein deutscher Splatterfilm von Andreas Schnaas und Timo Rose. Der 2009 erschienene Film markiert die erste Zusammenarbeit der beiden Regisseure.

## Handlung
Frank, ein untalentierter Regisseur, der bisher nur zwei Kurzfilme gedreht hat, will in einer alten Waldhütte zusammen mit seinen Darstellerinnen Kassandra, Samantha, Pamela und Sarah seinen ersten abendfüllenden Spielfilm inszenieren. Die Dreharbeiten gestalten sich schwierig, da der Filmemacher Angst vor Frauen hat und die Location ziemlich heruntergekommen ist. Auch zwischen den Aktricen eskaliert die Situation, da Kassandra, ein alternder Filmstar, alle Mitglieder des Teams anmacht und sich ansonsten sehr arrogant aufführt. Durch Zufall entdeckt der Regisseur ein uraltes Buch, das „Book of Nightmares“. Er will es trotz der Warnungen von Samantha als Requisite einsetzen. Doch dann ereignen sich seltsame Dinge. „Karl the Butcher“ (bekannt aus der Violent Shit-Reihe von Andreas Schnaas) und die mysteriöse Hüterin des Buches erscheinen. „Karl the Butcher“ kastriert Frank und tötet ihn. Zombies erscheinen daraufhin und dezimieren den Rest der Crew, lediglich Samantha überlebt. Diese setzt sich zur Wehr und tötet alle Zombies und „Karl the Butcher“ und schafft es, die Hüterin zurück in die Hölle zu schicken. Am Schluss taucht „Karl the Butcher“ wieder auf.

## Hintergrund
Der Film markiert die erste Zusammenarbeit der beiden Independent-Regisseure Schnaas und Rose. Die Zusammenarbeit wurde mit Karl the Butcher vs. Axe, dem inoffiziellen vierten Teil der Violent-Shit-Reihe fortgesetzt. Als Schauspielerinnen konnten, wie schon bei früheren Filmen von Timo Rose, eine Pornofilm-Darstellerinnen wie Vivian Schmitt gewonnen werden. Zu sehen sind aber auch die beiden Horrorfilm-Darstellerinnen Eileen Daly (Cradle of Fear), Eleanor James und die Musical-Darstellerin Magdalèna Kalley. Der Film enthält Anspielungen auf Horrorfilm-Klassiker. So erinnert der Plot an Tanz der Teufel, das Make-up der Zombies ist eine Anlehnung an die Zombiefilme von George A. Romero, als auch die Tempelritter-Kostüme aus Die Nacht der reitenden Leichen. Außerdem werden Telefonsex-Hotlines und Musicals veralbert.
Zwei Power-Metal-Stücke von Andreas Schnaas und ein Hip-Hop-Lied von Rose bilden den Soundtrack des Films.
Die Premiere des komplett auf Englisch gedrehten Films erfolgte am 10. Oktober 2009 im Rahmen der Splatterday Night Fever-Reihe im Cinestar-Saarbrücken. Eine ungeprüfte Fassung in englischer Sprache ohne deutsche Untertitel, wurde 2010 von Laser Paradise veröffentlicht.

## Fortsetzung
2011 entstand der zweite Teil der geplanten Unrated-Trilogie unter dem Titel Unrated 2: Scary as Hell.